# Ꞙ
Cette page contient des caractères spéciaux ou non latins. S’ils s’affichent mal (▯, ?, etc.), consultez la page d’aide Unicode.
Ne doit pas être confondu avec franc français ‹ ₣ ›.
Ꞙ (minuscule : ꞙ), appelé F barré, est une lettre additionnelle formée d'un F diacrité par une barre inscrite horizontale ; elle a été utilisée comme lettre dans l’écriture de l’ewe ou du mochi et sa minuscule est utilisée comme symbole pour une consonne fricative bilabiale sourde /ɸ/ dans le système de transcription phonétique Anthropos de 1924. Sa majuscule avait la forme d’un F avec un tilde inscrit à la place de la barre et un crochet vers la gauche à la place de son pied, quasiment identique au F crocheté majuscule ‹ Ƒ ›, ou la forme de F majuscule avec une barre inscrite horizontale dans sa partie supérieure.

## Utilisation
Rasmus Rask a utilisé un f barré dans sa transcription du créole[Lequel ?] en 1806.

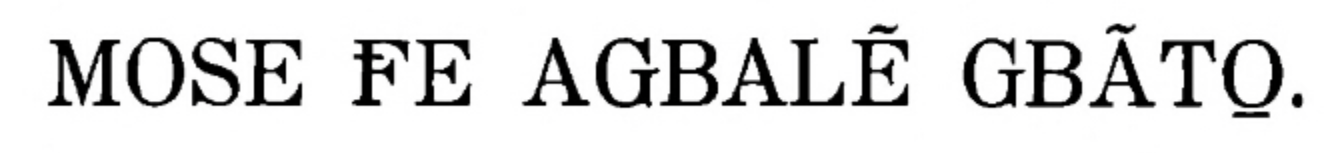
Mose ꞙe agbalẽ gbãto (« Genèse » en ewe), avec le f barré majuscule, dans la Bible ewe publiée en 1913.

Le f barré a été utilisé dans l’écriture de l’ewe dans la traduction de la bible de la British and Foreign Bible Society et dans certains ouvrages de Diedrich Westermann, avant le f crocheté ‹ Ƒ ƒ › de l’Alphabet international africain.
Il a aussi été utilisé dans l’écriture du mochi en Tanzanie.

### Variantes et formes
| Majuscule | Minuscule | Description |
| --------- | --------- | --- |
|           |           | Formes avec la majuscule à crochet et tilde médian et la minuscule avec une barre. |
|           |           | Formes avec la majuscule avec une barre et la minuscule avec une barre tel que dans Biblia alō Ṅo̱ṅlo̱ ko̱ko̱e la le Ew̓egbe me (Bible en ewe) publiée par la British Bible Society en 1913. |

## Représentation informatique
Le f barré peut être représenté avec les caractères Unicode suivants, depuis la version 7.0 :
- précomposé (Latin étendu D) :

| formes    | représentations | chaînes de caractères | points de code | descriptions                    |
| --------- | --------------- | --------------------- | -------------- | ------------------------------- |
| capitale  | Ꞙ               | Ꞙ                     | U+A798         | lettre majuscule latine f barré |
| minuscule | ꞙ               | ꞙ                     | U+A799         | lettre minuscule latine f barré |